# Nagrody im. Marcela Bezençona
Nagrody im. Marcela Bezençona – wyróżnienia przyznawane od 2002 twórcom piosenek, które biorą udział w finale Konkursu Piosenki Eurowizji. Nagrody sygnowane są nazwiskiem twórcy konkursu – Marcela Bezençona. Pomysłodawcami nagród byli Christer Björkman (przewodniczący eurowizyjnej delegacji Szwecji) i Richard Herrey (członek szwedzkiego zespołu Herreys, zwycięzca konkursu w 1984). Rokrocznie wyłaniani są zdobywcy: Nagrody Dziennikarzy, Nagrody Artystycznej (zwycięzcę wybierają komentatorzy konkursu, a wcześniej: zwycięzcy poprzednich Konkursów Piosenki Eurowizji) i Nagroda Kompozytorska.
W 2002 i 2003 przyznawana była także Nagroda Fanów, której zdobywcę wybierali fani zrzeszeni w Stowarzyszeniu Miłośników Eurowizji (OGAE). W 2008 przyznana była także Nagroda Fanów Poplight dla ulubionych debiutujących artystów (do 25 roku życia), a głosowanie zostało przeprowadzone na szwedzkiej stronie internetowej poplight.se. Nagrodę Artystyczną do 2009 przyznawali poprzedni zwycięzcy Konkursu Piosenki Eurowizji, ale od 2010 laureata wybierają krajowi komentatorzy konkursu, którzy obserwują uczestników na próbach, dzięki czemu są uważani za bardziej niezawodną grupę podczas głosowania.
Nagrody wręczane są rokrocznie albo afterparty po finale Konkursu Piosenki Eurowizji, albo podczas konferencji prasowej organizowanej przed finałem konkursu.

## Zwycięzcy

### Nagroda Dziennikarzy
| Rok  | Kraj                | Wykonawca                         | Piosenka                        | Wynik w finale KPE |
| ---- | ------------------- | --------------------------------- | ------------------------------- | ------------------ |
| 2002 | Francja             | Sandrine François                 | „Il faut du temps”              | 5                  |
| 2003 | Turcja              | Sertab Erener                     | „Everyway That I Can”           | 1                  |
| 2004 | Serbia i Czarnogóra | Željko Joksimović                 | „Lane moje”                     | 2                  |
| 2005 | Malta               | Chiara                            | „Angel”                         | 2                  |
| 2006 | Finlandia           | Lordi                             | „Hard Rock Hallelujah”          | 1                  |
| 2007 | Ukraina             | Wierka Serdiuczka                 | „Dancing Lasha Tumbai”          | 2                  |
| 2008 | Portugalia          | Vânia Fernandes                   | „Senhora do mar (negras águas)” | 13                 |
| 2009 | Norwegia            | Alexander Rybak                   | „Fairytale”                     | 1                  |
| 2010 | Izrael              | Harel Ska’at                      | „Milim”                         | 14                 |
| 2011 | Finlandia           | Paradise Oskar                    | „Da Da Dam”                     | 21                 |
| 2012 | Azerbejdżan         | Səbinə Babayeva                   | „When the Music Dies”           | 4                  |
| 2013 | Gruzja              | Nodiko Tatiszwili i Sopo Gelowani | „Waterfall”                     | 15                 |
| 2014 | Austria             | Conchita Wurst                    | „Rise Like a Phoenix”           | 1                  |
| 2015 | Włochy              | Il Volo                           | „Grande amore”                  | 3                  |
| 2016 | Rosja               | Siergiej Łazariew                 | „You Are the Only One”          | 3                  |
| 2017 | Włochy              | Francesco Gabbani                 | „Occidentali’s Karma”           | 6                  |
| 2018 | Francja             | Madame Monsieur                   | „Mercy”                         | 13                 |
| 2019 | Holandia            | Duncan Laurence                   | „Arcade”                        | 1                  |
| 2021 | Francja             | Barbara Pravi                     | „Voilà”                         | 2                  |
| 2022 | Wielka Brytania     | Sam Ryder                         | „Space Man”                     | 2                  |
| 2023 | Szwecja             | Loreen                            | „Tattoo”                        | 1                  |
| 2024 | Chorwacja           | Baby Lasagna                      | „Rim Tim Tagi Dim”              | 2                  |

### Nagroda Artystyczna
Do 2010 zwycięzca wybierany był przez poprzednich zwycięzców. Obecnie laureata wybierają komentatorzy imprezy.
| Rok  | Kraj        | Wykonawca          | Piosenka                   | Wynik w finale KPE |
| ---- | ----------- | ------------------ | -------------------------- | ------------------ |
| 2002 | Szwecja     | Afro-dite          | „Never Let It Go”          | 8                  |
| 2003 | Holandia    | Esther Hart        | „One More Night”           | 13                 |
| 2004 | Ukraina     | Rusłana            | „Wild Dances”              | 1                  |
| 2005 | Grecja      | Elena Paparizou    | „My Number One”            | 1                  |
| 2006 | Szwecja     | Carola             | „Invincible”               | 5                  |
| 2007 | Serbia      | Marija Šerifović   | „Molitva”                  | 1                  |
| 2008 | Ukraina     | Ani Lorak          | „Shady Lady”               | 2                  |
| 2009 | Francja     | Patricia Kaas      | „Et s'il fallait le faire” | 8                  |
| 2010 | Izrael      | Harel Ska’at       | „Milim”                    | 14                 |
| 2011 | Irlandia    | Jedward            | „Lipstick”                 | 8                  |
| 2012 | Szwecja     | Loreen             | „Euphoria”                 | 1                  |
| 2013 | Azerbejdżan | Fərid Məmmədov     | „Hold Me”                  | 2                  |
| 2014 | Holandia    | The Common Linnets | „Calm After the Storm”     | 2                  |
| 2015 | Szwecja     | Måns Zelmerlöw     | „Heroes”                   | 1                  |
| 2016 | Ukraina     | Dżamała            | „1944”                     | 1                  |
| 2017 | Portugalia  | Salvador Sobral    | „Amar pelos dois”          | 1                  |
| 2018 | Cypr        | Eleni Fureira      | „Fuego”                    | 2                  |
| 2019 | Australia   | Kate Miller-Heidke | „Zero Gravity”             | 9                  |
| 2021 | Francja     | Barbara Pravi      | „Voilà”                    | 2                  |
| 2022 | Serbia      | Konstrakta         | „In corpore sano”          | 5                  |
| 2023 | Szwecja     | Loreen             | „Tattoo”                   | 1                  |
| 2024 | Szwajcaria  | Nemo               | „The Code”                 | 1                  |

### Nagroda Fanów
Nagroda Fanów została wręczona w 2002 i 2003, a jej laureatem został zwycięzca głosowania członków OGAE. Po dwóch latach nagroda ta została wycofana, zaś w 2008 została przyznana nagroda fanów portalu Poplight.
| Rok  | Kraj      | Wykonawca         | Piosenka          | Wynik w finale KPE | Punkty |
| ---- | --------- | ----------------- | ----------------- | ------------------ | ------ |
| 2002 | Finlandia | Laura Voutilainen | „Addicted to You” | 20                 |        |
| 2003 | Hiszpania | Beth              | „Dime”            | 8                  |        |
| 2008 | Armenia   | Sirusho           | „Qélé, Qélé”      | 4                  |        |

### Nagroda Kompozytorów
Nagroda Kompozytorów przyznawana jest od 2004 i zastąpiła kategorię Nagroda Fanów.
| Rok  | Kraj                 | Wykonawca                        | Piosenka                | Kompozytor(zy)                                                   | Wynik w finale KPE |
| ---- | -------------------- | -------------------------------- | ----------------------- | ---------------------------------------------------------------- | ------------------ |
| 2004 | Cypr                 | Lisa Andreas                     | „Stronger Every Minute” | Mike Konnaris                                                    | 5                  |
| 2005 | Serbia i Czarnogóra  | No Name                          | „Zauvijek moja”         | Slaven Knezović Milan Perić                                      | 7                  |
| 2006 | Bośnia i Hercegowina | Hari Mata Hari                   | „Lejla”                 | Željko Joksimović Fahrudin Pecikoza Dejan Ivanović               | 3                  |
| 2007 | Węgry                | Magdi Rúzsa                      | „Unsubstantial Blues”   | Magdolna Rúzsa Imre Mózsik                                       | 9                  |
| 2008 | Rumunia              | Nico i Vlad                      | „Pe-o margine de lume”  | Andrei Tudor Andreea Andrei Adina Şuteu                          | 20                 |
| 2009 | Bośnia i Hercegowina | Regina                           | „Bistra voda”           | Aleksandar Čović                                                 | 9                  |
| 2010 | Izrael               | Harel Ska’at                     | „Milim”                 | Tomer Adaddi Noam Horev                                          | 14                 |
| 2011 | Francja              | Amaury Vassili                   | „Sognu”                 | Daniel Moyne Quentin Bachelet Jean-Pierre Marcellesi             | 15                 |
| 2012 | Szwecja              | Loreen                           | „Euphoria”              | Thomas G:son Peter Boström                                       | 1                  |
| 2013 | Szwecja              | Robin Stjernberg                 | „You”                   | Joy Deb Linnea Deb Joakim Harestad Haukaas                       | 14                 |
| 2014 | Holandia             | The Common Linnets               | „Calm After the Storm”  | Ilse DeLange JB Meijers Rob Crosby Matthew Crosby Jake Etheridge | 2                  |
| 2015 | Norwegia             | Kjetil Mørland i Debrah Scarlett | „A Monster Like Me”     | Kjetil Mørland                                                   | 8                  |
| 2016 | Australia            | Dami Im                          | „Sound of Silence”      | Anthony Egizii David Musumeci                                    | 2                  |
| 2017 | Portugalia           | Salvador Sobral                  | „Amar pelos dois”       | Luísa Sobral                                                     | 1                  |
| 2018 | Bułgaria             | Equinox                          | „Bones”                 | Borislav Milanov Trey Campbell Joacim Persson Dag Lundberg       | 14                 |
| 2019 | Włochy               | Mahmood                          | „Soldi”                 | Mahmood Dardust Charlie Charles                                  | 2                  |
| 2021 | Szwajcaria           | Gjon’s Tears                     | „Tout I’univers”        | Gjon Muharremaj Nina Sampermans Wouter Hardy Xavier Michel       | 3                  |
| 2022 | Szwecja              | Cornelia Jakobs                  | „Hold Me Closer”        | Cornelia Jakobsdotter, David Zandén, Isa Molin                   | 4                  |
| 2023 | Włochy               | Marco Mengoni                    | „Due vite”              | Marco Mengoni Davide Petrella Davide Simonetta                   | 4                  |
| 2024 | Szwajcaria           | Nemo                             | „The Code”              | Nemo Mettler Benjamin Alasu Lasse Midtsian Nymann Linda Dale     | 1                  |